# Michael Legband
Michael Legband (* 28. April 1952 in Itzehoe) ist ein deutscher Journalist. Er arbeitete als Redakteur für Zeitungen und verschiedene Fernsehsender und als Pressesprecher der Industrie- und Handelskammer zu Kiel und der IHK Schleswig-Holstein.

## Leben
Bereits als Jugendlicher betätigte sich Legband journalistisch, vor allem im Sportbereich für die in Itzehoe erscheinende Norddeutsche Rundschau und die Fachzeitschrift Leichtathletik. Nach einem Volontariat beim heutigen Schleswig-Holsteinischen Zeitungsverlag (sh:z) war er dort Redakteur. Ende der 1980er Jahre arbeitete er erst bei der Television Schleswig-Holstein und ab 1988 als Redakteur beim Fernsehsender RTL plus. Themenschwerpunkte waren die politische Berichterstattung sowie Berichte aus der Arbeitswelt. Ende der 1990er Jahre machte er sich als freier Journalist selbständig. Im Printbereich arbeitete Legband für Die Welt, den sh:z, die Lübecker Nachrichten und war Schleswig-Holstein-Korrespondent für die Nachrichtenagentur AP. Darüber hinaus berichtete Legband für das ZDF und RTL.
Legband hat regionalgeschichtliche Bücher und zahlreiche Kunstbücher veröffentlicht, unter anderem in den Verlagen Wachholtz, Boyens, Koehlers Verlagsgesellschaft und Schmidt-Römhild. Für die Künstlergruppe Norddeutsche Realisten organisierte Michael Legband mehrere Kunstsymposien. Die Plenair-Maler begleiteten u. a. ein Jahr lang das Segelschulschiff Gorch Fock und malten unter der Überschrift „Farbige Debatten“ sowohl im Schleswig-Holsteinischen Landtag als auch im Deutschen Bundesrat. Ebenso befasste sich Legband mit dem Wirtschaftsleben. Unter seiner Organisation und inhaltlichen Begleitung malte der Künstler Tobias Duwe ein Jahr lang in unterschiedlichen schleswig-holsteinischen Industrieunternehmen. Als die rechtsextreme DVU in den Schleswig-Holsteinischen Landtag einzog, porträtierte Legband in den 1990er Jahren das Auftreten dieser Gruppierung im Parlament und führte diesen Film auf mehr als 80 Veranstaltungen vor, um so über die Rechtsextremen aufzuklären. Michael Legband war Mitglied der Landespressekonferenz in Kiel.
2005 trat er die Nachfolge von Johannes Callsen in der Industrie- und Handelskammer zu Kiel an und war bis 2017 dort Pressesprecher sowie in der 2006 gegründeten Arbeitsgemeinschaft der drei IHK im Land, der „IHK Schleswig-Holstein“.
Seit Februar 2017 ist Legband als Journalist und Autor tätig. Er veröffentlicht in Wirtschaftszeitungen wie der „Nord Wirtschaft“ und arbeitet an Buchprojekten. Ferner gibt er Seminare für das richtige Verhalten vor der Fernsehkamera.
Immer wieder befasst sich Michael Legband ehrenamtlich mit dem ersten öffentlichen Mahnmal für die Opfer des Nationalsozialismus in Itzehoe. Zusammen mit dem einstigen Mit-Initiator des Bauwerkes, dem Film- und Fernsehproduzenten Gyula Trebitsch, kämpfte Legband dafür, dass das Bauwerk 1995 wieder zurück an seinen alten Standort gesetzt wurde. In der Zeit der Restauration und der so genannten Wirtschaftswunderjahre war die Gedenkanlage abgerissen worden und in einem Stadtpark unter einer Baumgruppe versteckt worden. Unterstützung erfuhren Trebitsch und Legband hierbei durch Ministerpräsidentin Heide Simonis und Kultusministerin Marianne Tidick sowie den Landtagspräsidenten Heinz-Werner Arens und Ute Erdsiek-Rave. Für den NDR realisierte Michael Legband zusammen mit dem Produzenten Peter K. Hertling den auch international ausgezeichneten Film "Das Mahnmal – erbaut, verdrängt, wiederentdeckt" nach dem gleichnamigen Buch Legbands. Auf Initiative von Michael Legband hat die Stadt Itzehoe im Spätsommer 2017 das von Fritz Höger entworfene Bauwerk erneut baulich überholt. Für den 8. September 2021 organisierte Legband die Feierstunde „75 Jahre Mahnmal“. An dem Festakt nahmen unter anderem die Kinder von Gyula Trebitsch, Katharina und Markus Trebitsch teil. Anfang 2022 legte Legband ein ebenso repräsentatives wie persönliches Buch zur Geschichte des Mahnmals vor. „Das Mahnmal - 75 Jahre gegen das Vergessen“ beschreibt die Ereignisse um die Gedenkanlage. Die Welt am Sonntag bezeichnete das Buch als Legbands „Opus magnum“. Am 12. September 2023 wurde Legband für seinen Einsatz für die Erinnerungskultur, gegen Vergessen und gegen den Rechtsextremismus das Bundesverdienstkreuz am Bande verliehen.
Michael Legband war in seiner Jugend Leichtathlet und als solcher wird er noch heute in den Rekordlisten geführt. Als erster DLV-Jugendlicher lief der Itzehoer die 5000 Meter unter 15 Minuten. Bei den Jugendlichen hielt er 52 Jahre – bis zum Mai 2023 – den Landesrekord über 3000 Meter, der 1971 in Dormagen mit 8:19,8 Minuten aufgestellt wurde. In der Männerstaffel über 4 × 1500 Meter steht der Rekord bis heute. Insgesamt wurde Michael Legband einmal Deutscher Meister (Deutsche Waldlaufmeisterschaften 1971 Pfungstadt) und neun Mal Landesbester oder Landesmeister in Schleswig-Holstein. Er ist Träger der goldenen Ehrennadel des ETSV Gut Heil Itzehoe. Als Jugendlicher startete er u. a. in der Nationalmannschaft der Junioren.
Für seinen journalistischen Einsatz bei den Auslandseinsätzen der Bundeswehr in Sarajevo und in Afghanistan sowie für seine Initiativen zur künstlerischen Auseinandersetzung mit der Bundeswehr wurde Michael Legband mit dem Ehrenkreuz in Gold am 11. Juli 2006 vom Bundesminister der Verteidigung ausgezeichnet.

## Veröffentlichungen (Auswahl)
- Zweimal Unrecht: 1941, 1957; Julius Legband – ein Itzehoer Maurermeister im Widerstand. Westholsteinische Verlagsanstalt Boyens & Co., Heide 1992, ISBN 3-8042-0598-4.
- Das Mahnmal: erbaut, verdrängt, wiederentdeckt. Gerbers Verlag, Itzehoe 1994, ISBN 3-9800745-9-5.
- mit Jens Hinrichsen: Kiel in Sicht. Wachholtz Verlag, Neumünster 2002, ISBN 3-529-02999-8.
- mit Jens Hinrichsen, Michael Radtke: Segel & Leinwand. Die Norddeutschen Realisten und die Gorch Fock. Koehler Verlag, Hamburg 2000, ISBN  978-3-78220779-9.
- mit Tobias Duwe, André Krigar: Blütenzart und himmelblau. Ein malerisches Portrait der Köllnflockenwerke, Elmshorn. Mit einem Vorwort von Herwig Guratzsch. Wachholtz Verlag, Neumünster 2004, ISBN 3-529-02791-X.
- mit Tobias Duwe, Dieter Hartwig: Mit den Augen eines Malers: 50 Jahre Deutsche Marine in Kiel, 70 Jahre Marine-Ehrenmal in Laboe; Ölbilder und Texte zum Doppeljubiläum. Convent, Hamburg 2006, ISBN 3-934613-99-3.
- mit Erhard Göttlicher: Familienbande im Opernhaus: Ein malerisches Geschenk zum 100. Jubiläum der Kieler Oper. Convent, Hamburg 2006, ISBN 3-86633-004-9.
- mit Helge Schulz: Arche Noah: Wacken – ein Paradies in Schleswig-Holstein. Jahr-Top-Special-Verlag, Hamburg 2006, ISBN 3-86132-746-5.
- mit Friedel Anderson und Peter Harry Carstensen: Farbige Debatten – Norddeutsche Realisten im Bundesrat. Schmidt-Römhild, Lübeck 2007, ISBN 978-3-7950-7043-4.
- Jugend forscht 2011: erstmals im Norden. (= Wirtschaft zwischen Nord- und Ostsee. Beilage). Schmidt-Römhild, Lübeck 2011.
- 50 Jahre Kiel-Oslo. Lübeck: Malerisches Porträt einer Kreuzfahrt. Schmidt-Römhild, Lübeck 2011, ISBN 978-3-7950-7085-4.
- mit Tobias Duwe u. a.: Industrie-Malerei. Schmidt-Römhild, Lübeck 2013, ISBN 978-3-7950-7102-8.
- mit Ulrich Erdmann: In Druck und auf Sendung: Schleswig-Holsteins Medienlandschaft 1955–2000. Verlag Ludwig, Kiel 2018, ISBN 978-3-86935-337-1.
- mit Jonas Kuhn und Karin Prien: Gerettet, aber nicht befreit. Überlebende der Shoah in Schleswig-Holstein. Jüdisches Museum Landesmuseen SH, 2020, ISBN 978-3-947386-10-9.
- Ein Mahnmal in Itzehoe. In: DenkMal! Zeitschrift für Denkmalpflege in Schleswig-Holstein. Jahrgang 27, 2020, ISBN 978-3-8042-0925-1.
- Das Mahnmal – 75 Jahre gegen das Vergessen, Verlag Ludwig, Kiel, 416 Seiten, ca. 380 Abbildungen, ISBN 978-3-86935-412-5
- mit Miriam J. Hoffmann und Vivian Vierkant: " 'Heute marschieren wir alle geschlossen hinter dem Führer.", Kreismuseum Prinzeßhof, ISBN 978-3-00-070808-4